# William Smith (nuotatore)
William Smith (Honolulu, 16 maggio 1924 – Honolulu, 8 febbraio 2013) è stato un nuotatore statunitense.
Specializzato nello stile libero ha vinto due medaglie d'oro, nei 400 m sl e nella staffetta 4x200 m sl ai Giochi olimpici di Londra 1948.
È stato primatista mondiale sulle distanze dei 200 m, 400 m e 800 m sl e della staffetta 4x200 m sl.

## Palmarès
- Olimpiadi
  - Londra 1948: oro nei 400 m sl e nella staffetta 4x200 m sl.